# Anthyllis warnieri
Anthyllis warnieri là một loài thực vật có hoa trong họ Đậu. Loài này được Emb. miêu tả khoa học đầu tiên.